# 王廷燦
王廷灿（?—?），字逸仙。浙江钱塘（浙江杭州）人。
康熙二十年辛酉舉人。康熙四十八年（1709年）任崇明知县，康熙五十八年（1719年）接任朱穎蕃又任崇明知县，同年因病离职。撰有《同姓名錄》八卷。王廷燦是湯斌門人，編有《潛庵先生年譜》，但過於簡略，蕭穆批評：“國朝名公年譜，唯湯公之譜最爲疏略，不足徵。”